# 스파이 키드
《스파이 키드》(영어: Spy Kids)는 2001년 개봉한 미국의 첩보 액션 코미디 영화이다. 로버트 로드리게스가 연출, 각본, 편집, 공동 제작, 공동 작곡을 맡았으며, 알렉사 베이가, 대릴 서바라, 대니 트레이호, 안토니오 반데라스, 칼라 구지노, 앨런 커밍, 테리 해처, 치치 매린, 로버트 패트릭, 토니 셜루브 등이 출연하였다.
흥행에 성공하면서 시리즈화되어 속편 《스파이 키드 2: 잃어버린 꿈들의 섬》(2002), 《스파이 키드 3D: 게임 오버》(2003), 《스파이 키드 4: 올 더 타임 인 더 월드》(2011), 《스파이 키드: 아마겟돈》(2023)이 나왔다.

## 줄거리
올여름 최고의 스파이 액션 어드벤쳐!
2001년 여름, 세계 최연소 스파이 출현!
적국의 스파이 잉그리드(칼라 구지노 분)와 사랑에 빠져 결국 그녀와 결혼을 하게 된 OSS 최고의 특급 비밀 요원 그레고리 코테즈(안토니오 반데라스 분).
그는 이제 스파이 생활을 그만두고 새로운 삶을 살아가고 있다. 잉그리드와의 행복한 결혼 생활 속에 귀엽지만 엽기 발랄한 딸 카먼과 겁이 많은 말썽꾸러기 아들 주니를 돌보는 그레고리는 가정의 평화를 지키는 것이 세계의 평화를 지키는 것보다 어렵다는 것을 항상 느끼고 있다.
그러던 어느 날 OSS 조직 비밀 요원들이 하나둘씩 실종된다. 옛 동료 데블린(조지 클루니 분)은 급기야 그레고리에게 이 사건을 해결해줄 것을 부탁한다. 옛 동료들과의 우정을 생각한 그레고리는 스파이 임무로 복귀하고, 아내 잉그리드 또한 파트너로 행동하기로 한다.
그러나 자녀들에겐 비밀로 하고 9년만에 새 임무를 맡게 된 그레고리와 잉그리드는 스파이 세계를 오래 떠나 있었기에 본격적으로 일을 시작하기도 전에 그만 적들에게 잡히게 된다.
그레고리는 혼자 연구해 완성한 인공 두뇌를 노리는 적의 거대한 음모를 알게 되고 집에 두고 온 아이들을 걱정하지만 이미 온몸이 묶여 꼼짝도 할 수 없는 상태가 되어있다.
영문도 모른 채 순식간에 고아가 된 카먼과 주니는 자신들을 보호하기 위해 삼촌으로 가장해 잠입해있던 OSS 요원 필릭스에게 사건의 전말을 듣게 되지만 정체 모를 적들이 집을 습격하여 필릭스와 헤어지면서 우여곡절을 겪게 된다.
결국 부모님을 구할 사람은 자신들 뿐이라는 생각을 하게 된 카먼과 주니는 아빠의 진짜 형인 머셰티를 만나게 된다. 악당이나 첩보원들과 첨단 스파이 무기를 밀거래하는 머셰티는 고심 끝에 카먼과 주니를 도와주기로 한다.
머셰티로부터 황당하고도 기발한 비밀 무기들을 제공받은 카먼과 주니는 드디어 부모님을 찾아 쫓고 쫓기는 대모험을 시작하고, 무시무시한 사건들이 이들을 기다리고 있다.

## 출연
- 알렉사 베이가 - 카먼 코테즈 / 카먼 모습의 로봇 카머니타 역
- 대릴 서바라 - 주니 코테즈 / 주니 모습의 로봇 주니토 역
- 대니 트레이호 - 이저도어 "머셰티" 코테즈 역
- 안토니오 반데라스 - 그레고리오 코테즈 역
- 칼라 구지노 - 잉그리드 코테즈 역
- 앨런 커밍 - 피건 플루프, 텔레비전 진행자 역
- 테리 해처 - 그러덴코 씨, OSS 요원, 음모 협력자 역
- 치치 매린 - 필릭스 검 역
- 로버트 패트릭 - 리스프 씨, 주모자 역
- 토니 셜루브 - 알렉산더 미니언, 플루프 오른팔 역
- 마이크 저지 - 도너건 기글스 역
- 조지 클루니 - 데블린, OSS 요원 역
- 에번 서바라 - "침입자" 스파이 키드 역
- 리처드 링클레이터 - 쿨 스파이 역
- 조니 레노 - 조니 요원 역
- 기예르모 나바로 - 목사 역
- 섀넌 셰이
- 루이스 블랙
- 딕 클라크
- 리베카 로드리게스

## 기타 제작진
- 라인 제작: 빌 스콧
- 공동 제작: 태머라 스미스
- 배역: 앤 매카시, 메리 버뉴
- 미술: 케리 화이트
- 의상: 데버라 에버턴